# 東中国スズキ自動車
東中国スズキ自動車株式会社（ひがしちゅうごくスズキじどうしゃ）は、岡山県倉敷市にあるスズキ株式会社の自動車ディーラー。

## 概要
東中国スズキ自動車は、主に岡山県全域と広島県東部地区の営業エリアとする自動車ディーラー。プジョー車の岡山県総代理店になっている。

## 拠点
- 本社:岡山県倉敷市沖8-1

## 他の岡山県と広島県のスズキの販売会社
- スズキ岡山販売
- スズキ自販広島